# Melittobia bekiliensis
Melittobia bekiliensis är en stekelart som beskrevs av Jean Risbec 1952. Melittobia bekiliensis ingår i släktet Melittobia och familjen finglanssteklar.
Artens utbredningsområde är Madagaskar. Inga underarter finns listade i Catalogue of Life.